# Кашкина, Анна Андреевна
Анна Андреевна Кашкина (1912 — 1983) — передовик советского сельского хозяйства, доярка колхоза «Борец» Бронницкого района Московской области, Герой Социалистического Труда (1950).

## Биография
Родилась в 1912 году в селе Рыболово, Бронницкого уезда в русской семье крестьянина. В 1931 году с образованием местного колхоза трудоустроилась на сельскохозяйственные работы, трудилась в полеводческой бригаде. Позже была переведена работать на молочно-товарную ферму. Стала передовой дояркой.
В 1949 году достигла высоких производственных результатов, сумев получить от каждой из восьми закреплённых коров по 5903 килограмма молока с содержанием 212 килограммов молочного жира от каждой коровы в среднем за год.  
За получение высокой продуктивности животноводства в 1949 году, Указом Президиума Верховного Совета СССР от 18 сентября 1950 года Анне Андреевне Кашкиной было присвоено звание Героя Социалистического Труда с вручением ордена Ленина и золотой медали «Серп и Молот».
В дальнейшем продолжала трудовую деятельность. Неоднократно избиралась депутатом Рыболовского сельского совета.     
Проживала в родной деревне Рыболово. Умерла в августе 1983 года.

## Награды
За трудовые успехи удостоена:
- золотая звезда «Серп и Молот» (08.09.1950),
- два ордена Ленина (07.04.1949, 08.09.1950),
- другие медали.